# Jorge E. Suaya
Jorge Eduardo Suaya (Buenos Aires, 11 de mayo de 1911-desconocido) fue un militar argentino, perteneciente a la Armada, que alcanzó el grado de capitán de navío. Fue gobernador marítimo del Territorio de la Tierra del Fuego en 1952.

## Biografía
Nació en Buenos Aires en 1911. Ingresó en la Armada Argentina, egresando de la Escuela Naval Militar como guardiamarina en la promoción 58. Realizó su viaje de instrucción el fragata ARA Presidente Sarmiento, en su viaje de instrucción XXX.
También asistió a la Escuela de Guerra Naval y a la Escuela de Diplomacia del Ministerio de Relaciones Exteriores y Culto en 1949. En 1946, fue comandante del ARA Bouchard (M-7).
Entre enero y diciembre de 1952, se desempeñó como gobernador marítimo del Territorio de la Tierra del Fuego, designado por el presidente Juan Domingo Perón. En tal cargo participó de un viaje de inspección a las instalaciones de la Armada en la Antártida Argentina.
Fue ascendido al grado de capitán de navío en 1952 y entre 1954 y 1956 fue comandante de adiestramiento de la Flota de Mar y Fuerzas Adscritas. Ese último año pasó a retiro. En 1955, había sido designado brevemente comandante del crucero ARA General Belgrano (C-4).